# 21496 Lijianyang
21496 Lijianyang è un asteroide della fascia principale. Scoperto nel 1998, presenta un'orbita caratterizzata da un semiasse maggiore pari a 2,6854888 UA e da un'eccentricità di 0,1976094, inclinata di 8,16826° rispetto all'eclittica.